# A Dog's Way Home
A Dog's Way Home (bra: A Caminho de Casa) é um filme de aventura familiar produzido nos Estados Unidos em 2019. Dirigido por Charles Martin Smith e roteirizado por W. Bruce Cameron e Cathryn Michon, o filme foi baseado no livro homônimo de Cameron e estrelado por Ashley Judd, Edward James Olmos, Alexandra Shipp, Wes Studi, Chris Bauer, Barry Watson e Jonah Hauer-King, e acompanha uma cadelinha chamada Bella (dublada originalmente por Bryce Dallas Howard e no Brasil por Miriam Ficher), que percorre mais de 740 quilômetros para encontrar seu dono.

## Recepção

### Bilheteria
A Dog's Way Home arrecadou US$ 42 milhões nos Estados Unidos e Canadá, e US$ 38,7 milhões em outros territórios, para um total bruto mundial de US$ 80,7 milhões, contra um orçamento de produção de US$ 18 milhões.

### Resposta da crítica
No site agregador de críticas Rotten Tomatoes, o filme detém um índice de aprovação de 59% com base em 80 críticas com uma classificação média de 5,4/10. O consenso crítico do site diz: “A Dog's Way Home pode não ser o melhor amigo de um fã de drama animal familiar, mas esta aventura canina não é menos emocionante por sua familiaridade.” No Metacritic, que usa uma média ponderada, o filme tem uma pontuação de 50 em 100, com base em 14 críticos, indicando “críticas mistas ou médias”. O público consultado pelo CinemaScore deu ao filme uma nota média de “A−” em uma escala de A+ a F, enquanto o PostTrak deu ao filme 3,5 de 5 estrelas.